# Verdensrekorder i atletik
|  | Sammenskrivningsforslag Artiklerne Verdensrekord i atletik, Verdensrekorder i atletik er foreslået sammenskrevet. (Siden januar 2017) Diskutér forslaget |

Verdensrekorder indenfor atletik er stadfæstet af International Association of Athletics Federations. Rekorderne omfatter de bedste præstationer indenfor track and field, landevejsløb og kapgang.
Rekorder er gemt for alle discipliner der konkurreres i ved de Olympiske Lege samt ved nogle andre mesterskaber. Uofficielle rekorder for andre stævner er gemt af track and field statistikere. Den eneste ikke-metriske banedistance hvor officielle rekorder gemmes er mileløbet.

## Krav
De krav som skal være opfyldt for at opnå stadfæstelse gælder også for nationale og andre klassificerede rekorder, og endvidere også for præstationer som indsendes som kvalifikationsmål for at være berettiget til at konkurrence i de store stævner såsom De Olympiske Lege.
Kravene inkluderer:
- Målene på banen og det anvendte udstyr skal være tilpasset standarderne. Ved landevejsløb, skal ruten være præcist opmålt af en certificeret opmåler.
- Udover ved landevejsløb (landevejsløb og kapgang), skal præstationen være opnået i et enkønnet løb.[Note 1]
- Alle holdmedlemmer i et stafetløb skal have samme nationalitet.
- Fartholdere er tilladt, forudsat at de ikke bliver overhalet med en omgang; atleterne der bliver overhalet med en omgang udgår.
- Dopingtest umiddelbart efter en præstation er nu et krav for at få stadfæstet en rekord. Eksisterende rekorder som går forud for dette krav er stadigvæk bevaret. Ved atleter som består den umiddelbare test men senere findes skyldig i brugen af doping gøres deres præstation ugyldig.
- I sprinter med distancer op til 200 meter og i højdespring, er det kun tilladt med vind assistancer op til 2,0 m/s. I decathlon eller hepthathlon, er en gennemsnitlig vind assistance på mindst 2,0 m/s og på maksimalt 4,0 m/s krævet igennem alle de anvendte discipliner.
- I løbekonkurrencer med distancer op til 800 meter er målfoto med fuldt automatisk tidstagning påkrævet.
- Der er ingen restriktioner omkring højde. Siden den tyndere atmosfære ved højere højder giver mindre luftmodstand har lokaliteter såsom Mexico City og Sestriere tidligere dannet rammer om rekorder indenfor spring og sprinter. Rekorder sat ved konkurrencer i høje højder er ofte markeret med et "A" (altitude), selvom dette ikke diskvalificerer det som en rekord. Under disse omstændigheder holder statistikere også styr på de bedste tider opnået "ved havets overflade". Langdistanceløb som er løbet i højden, med mindre ilt tilgængelig for atleten, har vist sig at være en ulempe for atleterne.
- Ved landevejsløb er det ikke påkrævet at ruten er en rundstrækning, men samlet nedgang i højden mellem start og slut må ikke overstige 1:1000, dvs. 1 m/km.
- Ved landevejsløb skal rutens start- og målstreg, målt langs en teoretisk ret linje mellem disse, ikke være længere fra hinanden end 50% af løbets distance.

## Verdensrekorder
IAAF begyndte at anerkende verdensrekorder i 1912 og indendørs verdensrekorder efter 1987. I 2000 blev IAAF regel 260.18a (tidligere 260.6a) ændret således at "verdensrekorder" (i modsætning til "indendørs verdensrekorder") kan opnås i anlæg "med eller uden tag". Denne regel blev ikke anvendt med tilbagevirkende kraft, og har indtil videre kun haft en indvirkning for stangspring (både hos mænd og kvinder). Kvindernes rekord er blevet overgået 9 gange indendørs af tre forskellige kvinder, hver stadfæstet som en verdensrekord. Den seneste rekord der blev opnået indendørs var i 2004. Den indendørs verdensrekord i stangspring på 6,15 meter, som Sergey Bubkas satte i 1993, anses ikke for at være en verdensrekord, fordi den blev opnået før den nye regel var gældende. I februar 2014 blev Sergey Bubkas rekord overgået indendørs af Renaud Lavillenie, som sprang 6,16 meter. Dette spring kvalificeres som både indendørs verdensrekord og verdensrekorden generelt.

### Tegnforklaring
Afventer stadfæstelse
ht = håndtidstagning
+ = opnået undervejs på en længere distance 
A = påvirket af højde (altitude)
OB = overdimensioneret bane
X = annulleret pga. doping overtrædelser
# = ikke officielt stadfæstet af IAAF
a = fordelagtig landevejsløb ifølge IAAF regel 260.28
est = estimat
i = opnået indendørs (kun samlet verdensrekord tabel)

### Mænd
| Disciplin                    | Rekord              | Atlet(er) | Nationalitet   | Dato                 | Stævne                           | Lokalitet                     | Reference(r)     |
| ---------------------------- | ------------------- | --- | -------------- | -------------------- | -------------------------------- | ----------------------------- | ---------------- |
| 100 m                        | 9,58 (+0,9 m/s)     | Usain Bolt | Jamaica        | 16. august 2009      | Verdensmesterskabet              | Berlin, Germany               | Video på YouTube |
| 200 m                        | 19,19 (−0,3 m/s)    | Usain Bolt | Jamaica        | 20. august 2009      | Verdensmesterskabet              | Berlin, Germany               | Video på YouTube |
| 400 m                        | 43,03               | Wayde van Niekerk | Sydafrika      | 14. august 2016      | De Olympiske Lege                | Rio de Janeiro, Brazil        | Video på YouTube |
| 800 m                        | 1:40,91             | David Rudisha | Kenya          | 9. august 2012       | De Olympiske Lege                | London, United Kingdom        | Video på YouTube |
| 1000 m                       | 2:11,96             | Noah Ngeny | Kenya          | 5. september 1999    | Rieti Meeting                    | Rieti, Italy                  | Video på YouTube |
| 1500 m                       | 3:26,00             | Hicham El Guerrouj | Marokko        | 14. juli 1998        | Golden Gala                      | Rome, Italy                   | Video på YouTube |
| Mile                         | 3:43,13             | Hicham El Guerrouj | Marokko        | 7. juli 1999         | Golden Gala                      | Rome, Italy                   | Video på YouTube |
| 2000 m                       | 4:44,79             | Hicham El Guerrouj | Marokko        | 7. september 1999    | ISTAF                            | Berlin, Germany               | Video på YouTube |
| 3000 m                       | 7:20.67             | Daniel Komen | Kenya          | 1 September 1996     | Rieti Meeting                    | Rieti, Italy                  | Video på YouTube |
| 5000 m                       | 12:37.35            | Kenenisa Bekele | Etiopien       | 31 May 2004          | Fanny Blankers-Koen Games        | Hengelo, Netherlands          | Video på YouTube |
| 10.000 m (bane)              | 26:17.53            | Kenenisa Bekele | Etiopien       | 26 August 2005       | Memorial Van Damme               | Brussels, Belgium             | Video på YouTube |
| 10 km (landevejsløb)         | 26:44               | Leonard Patrick Komon | Kenya          | 26 September 2010    | Singelloop                       | Utrecht, Netherlands          | [ 5 ]            |
| 15 km (landevejsløb)         | 41:13               | Leonard Patrick Komon | Kenya          | 21 November 2010     | Zevenheuvelenloop                | Nijmegen, Netherlands         | [ 6 ]            |
| 20.000 m (bane)              | 56:25.98+           | Haile Gebrselassie | Etiopien       | 27 June 2007         | Golden Spike Ostrava             | Ostrava, Czech Republic       | [ 7 ]            |
| 20 km (landevejsløb)         | 55:21+              | Zersenay Tadese | Eritrea        | 21 March 2010        | Lissabon Halvmaraton             | Lissabon, Portugal            | [ 8 ]            |
| Halvmaratonløb               | 57:30               | Yomif Kejelcha | Etiopien       | 27 Oktober 2024      | Valencia Halvmaraton             | Valencia , Spanien            | [ 9 ]            |
| One hour                     | 21,285 m            | Haile Gebrselassie | Etiopien       | 27 June 2007         | Golden Spike Ostrava             | Ostrava, Czech Republic       | [ 10 ]           |
| 25.000 m (bane)              | 1:12:25.4+          | Moses Mosop | Kenya          | 3 June 2011          | Prefontaine Classic              | Eugene, United States         | [ 11 ]           |
| 25 km (landevejsløb)         | 1:11:18             | Dennis Kipruto Kimetto | Kenya          | 6 May 2012           | BIG 25                           | Berlin, Germany               | [ 12 ] [ 13 ]    |
| 30.000 m (bane)              | 1:26:47.4           | Moses Mosop | Kenya          | 3 June 2011          | Prefontaine Classic              | Eugene, United States         | [ 11 ] [ 14 ]    |
| 30 km (landevejsløb)         | 1:27:13+            | Stanley Biwott | Kenya          | 24 April 2016        | London Marathon                  | London, United Kingdom        | [ 15 ]           |
| 30 km (landevejsløb)         | 1:27:13+            | Eliud Kipchoge | Kenya          | 24 April 2016        | London Marathon                  | London, United Kingdom        | [ 15 ]           |
| Marathon                     | 2:02:57             | Dennis Kipruto Kimetto | Kenya          | 28 September 2014    | Berlin Marathon                  | Berlin, Germany               | Video på YouTube |
| 100 km (landevejsløb)        | 6:13:33             | Takahiro Sunada | Japan          | 21 June 1998         | Lake Saroma Ultramarathon        | Yūbetsu, Japan                | [ 17 ]           |
| 3000 m forhindringsløb       | 7:53.63             | Saif Saaeed Shaheen | Qatar          | 3 September 2004     | Memorial Van Damme               | Brussels, Belgium             | Video på YouTube |
| 3000 m forhindringsløb       | 7:53.17 X           | Brahim Boulami | Marokko        | 16 August 2002       | Weltklasse Zürich                | Zürich, Switzerland           |                  |
| 110 m hækkeløb               | 12.80 (+0.3 m/s)    | Aries Merritt | USA            | 7 September 2012     | Memorial Van Damme               | Brussels, Belgium             | Video på YouTube |
| 400 m hækkeløb               | 45.94               | Karsten Warholm | Norge          | 3 August 2021        | OL 2020                          | Tokyo, Japan                  |                  |
| Højdespring                  | 2.45 m              | Javier Sotomayor | Cuba           | 27 July 1993         | Gran Premio Diputación           | Salamanca, Spain              | Video på YouTube |
| Stangspring                  | 6.27                | Armand Duplantis | Sverige        | 5. februar 2024      | All Star Perche                  | Clermont-Ferrand, Frankrig    |                  |
| Længdespring                 | 8.95 m (+0.3 m/s)   | Mike Powell | USA            | 30 August 1991       | World Championships              | Tokyo, Japan                  | Video på YouTube |
| Trespring                    | 18.29 m (+1.3 m/s)  | Jonathan Edwards | Storbritannien | 7 August 1995        | World Championships              | Gothenburg, Sweden            | Video på YouTube |
| Kuglestød                    | 23.12 m             | Randy Barnes | USA            | 20 May 1990          | Jack in the Box Invitational     | Westwood, United States       | [ 20 ]           |
| Diskoskast                   | 74.08 m             | Jürgen Schult | Østtyskland    | 6 June 1986          |                                  | Neubrandenburg, East Germany  |                  |
| Hammerkast                   | 86.74 m             | Yuriy Sedykh | Sovjetunionen  | 30 August 1986       | European Championships           | Stuttgart, Germany            |                  |
| Spydkast                     | 98.48 m (See below) | Jan Železný | Tjekkiet       | 25 May 1996          |                                  | Jena, Germany                 |                  |
| Tikamp                       | 9126 pts            | Kevin Mayer | Frankrig       | 15–16 September 2018 | World Championships              | Talence, France               | på YouTube       |
| 10.000 m kapgang (bane)      | 37:53.09            | Paquillo Fernández | Spanien        | 27 July 2008         | Spanish Championships            | Santa Cruz de Tenerife, Spain |                  |
| 10 km kapgang (landevejsløb) | 37:11               | Roman Rasskazov | Rusland        | 28 May 2000          |                                  | Saransk, Russia               | [ 21 ]           |
| 20.000 m kapgang (bane)      | 1:17:25.6           | Bernardo Segura | Mexico         | 7 May 1994           |                                  | Bergen, Norway                |                  |
| 20 km kapgang (landevejsløb) | 1:16:36             | Yusuke Suzuki | Japan          | 15 March 2015        | Asian Race Walking Championships | Nomi, Japan                   | [ 22 ]           |
| 2 timer kapgang (bane)       | 29,572 m +          | Maurizio Damilano | Italien        | 3 October 1992       |                                  | Cuneo, Italy                  |                  |
| 30.000 m kapgang (bane)      | 2:01:44.1           | Maurizio Damilano | Italien        | 3 October 1992       |                                  | Cuneo, Italy                  |                  |
| 50.000 m kapgang (bane)      | 3:35:27.20          | Yohann Diniz | Frankrig       | 12 March 2011        |                                  | Reims, France                 | [ 23 ]           |
| 50 km kapgang (landevejsløb) | 3:32:33             | Yohann Diniz | Frankrig       | 15 August 2014       | European Championships           | Zürich, Switzerland           | Video på YouTube |
| 4×100 m stafet               | 36.84               | Nesta Carter Michael Frater Yohan Blake Usain Bolt | Jamaica        | 11 August 2012       | Olympic Games                    | London, United Kingdom        | [ 25 ]           |
| 4×200 m stafet               | 1:18.63             | Nickel Ashmeade Warren Weir Jermaine Brown Yohan Blake | Jamaica        | 24 May 2014          | IAAF World Relays                | Nassau, Bahamas               | Video på YouTube |
| 4×400 m stafet               | 2:54.29             | Andrew Valmon Quincy Watts Butch Reynolds Michael Johnson | USA            | 22 August 1993       | World Championships              | Stuttgart, Germany            | Video på YouTube |
| 4×800 m stafet               | 7:02.43             | Joseph Mutua William Yiampoy Ismael Kombich Wilfred Bungei | Kenya          | 25 August 2006       | Memorial Van Damme               | Brussels, Belgium             |                  |
| Distance medley stafet       | 9:15.50             | Kyle Merber 2:53.56 (1200 m) Brycen Spratling 45.95 (400 m) Brandon Johnson 1:44.75 (800 m) Ben Blankenship 3:51.24 (1600 m)                                                          | USA            | 3 May 2015           | IAAF World Relays                | Nassau, Bahamas               | [ 27 ]           |
| 4×1500 m stafet              | 14:22.22            | Collins Cheboi Silas Kiplagat James Kiplagat Magut Asbel Kiprop | Kenya          | 25 May 2014          | IAAF World Relays                | Nassau, Bahamas               | Video på YouTube |
| Ekiden stafet                | 1:57:06             | Josephat Ndambiri 13:24 (5 km) Martin Mathathi 27:12 (10 km) Daniel Muchunu Mwangi 13:59 (5 km) Mekubo Mogusu 27:56 (10 km) Onesmus Nyerre 14:36 (5 km) John Kariuki 19:59 (7.195 km) | Kenya          | 23 November 2005     | Chiba Ekiden                     | Chiba, Japan                  |                  |

### Kvinder
| Event                                                                                               | Record | Athlete(s) | Nationality     | Date                 | Meeting                     | Location                    | Ref(s)           |
| --------------------------------------------------------------------------------------------------- | --- | --- | --------------- | -------------------- | --------------------------- | --------------------------- | ---------------- |
| 100 m                                                                                               | 10.49 (0.0 m/s) | Florence Griffith Joyner | USA             | 16 July 1988         | US Olympic Trials           | Indianapolis, United States |                  |
| 200 m                                                                                               | 21.34 (+1.3 m/s) | Florence Griffith Joyner | USA             | 29 September 1988    | Olympic Games               | Seoul, South Korea          | Video på YouTube |
| 400 m                                                                                               | 47.60 | Marita Koch | Østtyskland     | 6 October 1985       | World Cup                   | Canberra, Australia         | Video på YouTube |
| 800 m                                                                                               | 1:53.28 | Jarmila Kratochvílová | Tjekkoslovakiet | 26 July 1983         |                             | Munich, West Germany        |                  |
| 1000 m                                                                                              | 2:28.98 | Svetlana Masterkova | Rusland         | 23 August 1996       | Memorial Van Damme          | Brussels, Belgium           | Video på YouTube |
| 1500 m                                                                                              | 3:50.07 | Genzebe Dibaba | Ethiopia        | 17 July 2015         | Herculis                    | Fontvieille, Monaco         | [ 31 ]           |
| Mile                                                                                                | 4:12.56 | Svetlana Masterkova | Rusland         | 14 August 1996       | Weltklasse Zürich           | Zürich, Switzerland         |                  |
| 2000 m                                                                                              | 5:25.36 | Sonia O'Sullivan | Irland          | 8 July 1994          |                             | Edinburgh, United Kingdom   |                  |
| 3000 m                                                                                              | 8:06.11 | Wang Junxia | Kina            | 13 September 1993    | Chinese National Games      | Beijing, PR China           |                  |
| 5000 m                                                                                              | 14:11.15 | Tirunesh Dibaba | Skabelon:ETH    | 6 June 2008          | Bislett Games               | Oslo, Norway                |                  |
| 10.000 m (bane)                                                                                     | 28:54.14 | Beatrice Chebet | Kenya           | 25. Maj 2024         | Diamond League              | Eugene, USA                 |                  |
| 10 km (landevejsløb)                                                                                | 30:21 | Paula Radcliffe | Storbritannien  | 23 February 2003     | World's Best 10K            | San Juan, Puerto Rico       |                  |
| 15 km (landevejsløb)                                                                                | 46:14+ | Florence Kiplagat | Kenya           | 15 February 2015     | Barcelona Half Marathon     | Barcelona, Spain            | [ 32 ]           |
| One hour                                                                                            | 18,517 m | Dire Tune | Skabelon:ETH    | 12 June 2008         | Golden Spike Ostrava        | Ostrava, Czech Republic     | Video på YouTube |
| 20.000 m (bane)                                                                                     | 1:05:26.6 | Tegla Loroupe | Kenya           | 3 September 2000     |                             | Borgholzhausen, Germany     |                  |
| 20 km (landevejsløb)                                                                                | 1:01:54+ | Florence Kiplagat | Kenya           | 15 February 2015     | Barcelona Half Marathon     | Barcelona, Spain            | [ 32 ]           |
| Halvmaratonløb                                                                                      | 1:05:09 | Florence Kiplagat | Kenya           | 15 February 2015     | Barcelona Half Marathon     | Barcelona, Spain            | [ 32 ]           |
| 25.000 m (bane)                                                                                     | 1:27:05.84 | Tegla Loroupe | Kenya           | 21 September 2002    |                             | Mengerskirchen, Germany     |                  |
| 25 km (landevejsløb)                                                                                | 1:19:53 | Mary Keitany | Kenya           | 9 May 2010           | BIG 25                      | Berlin, Germany             | [ 33 ]           |
| 30.000 m (bane)                                                                                     | 1:45:50.00 | Tegla Loroupe | Kenya           | 7 June 2003          |                             | Warstein, Germany           |                  |
| 30 km (road)                                                                                        | 1:38:42+ | Aberu Kebede Shewaye | Ethiopia        | 25 September 2016    | Berlin Marathon             | Berlin, Germany             | [ 34 ]           |
| 30 km (road)                                                                                        | 1:38:23+ X | Liliya Shobukhova | Rusland         | 9 October 2011       | Chicago Marathon            | Chicago, United States      | [ 35 ] [ 36 ]    |
| 30 km (road)                                                                                        | 1:36:36+ a # | Paula Radcliffe | Storbritannien  | 13 April 2003        | London Marathon             | London, United Kingdom      |                  |
| Marathon (mixed køn)                                                                                | 2:15:25 | Paula Radcliffe | Storbritannien  | 13 April 2003        | London Marathon             | London, United Kingdom      |                  |
| Marathon (kun kvinder) Both marks recognized as official world record until mixed mark is surpassed | 2:17:42 | Paula Radcliffe | Storbritannien  | 17 April 2005        | London Marathon             | London, United Kingdom      |                  |
| 100 km (landevejsløb)                                                                               | 6:33:11 | Tomoe Abe | Japan           | 25 June 2000         | Lake Saroma Ultramarathon   | Yūbetsu, Japan              |                  |
| 3000 m forhindringsløb                                                                              | 8:52.78 | Ruth Jebet | Bahrain         | 27 August 2016       | Meeting Areva               | Saint-Denis, France         | [ 37 ]           |
| 100 m hækkeløb                                                                                      | 12.20 (+0.3 m/s) | Kendra Harrison | United States   | 22 July 2016         | London Grand Prix           | London, United Kingdom      | [ 38 ]           |
| 400 m hækkeløb                                                                                      | 50,37 | Sydney McLaughlin-Levrone | USA             | 8. august 2024       | Sommer-OL 2024              | Saint-Denis, Frankrig       |                  |
| Højdespring                                                                                         | 2.10 m | Yaroslava Mahuchikh | Ukraine         | 7. juli 2024         | Møde i Paris                | Paris, Frankrig             |                  |
| Stangspring                                                                                         | 5.06 m | Yelena Isinbayeva | Rusland         | 28 August 2009       | Weltklasse Zürich           | Zürich, Switzerland         | video            |
| Længdespring                                                                                        | 7.52 m (+1.4 m/s) | Galina Chistyakova | Sovjetunionen   | 11 June 1988         | Brothers Znamensky Memorial | Leningrad, Soviet Union     | [ 39 ]           |
| Trespring                                                                                           | 15.50 m (+0.9 m/s) | Inessa Kravets | Ukraine         | 10 August 1995       | World Championships         | Göteborg, Sweden            | Video på YouTube |
| Kuglestød                                                                                           | 22.63 m | Natalya Lisovskaya | Sovjetunionen   | 7 June 1987          |                             | Moskva, Sovjetunionen       |                  |
| Diskoskast                                                                                          | 76.80 m | Gabriele Reinsch | Østtyskland     | 9 July 1988          |                             | Neubrandenburg, DDR         |                  |
| Hammerkast                                                                                          | 82.98 m | Anita Włodarczyk | Poland          | 28 August 2016       | Skolimowska Memorial        | Warsaw, Poland              | [ 40 ]           |
| Spydkast                                                                                            | 72.28 m (See below) | Barbora Špotáková | Tjekkiet        | 13 September 2008    | World Athletics Final       | Stuttgart, Germany          | [ 41 ]           |
| Syvkamp                                                                                             | 7291 pts (See below) | Jackie Joyner-Kersee | USA             | 23–24 September 1988 | OL                          | Seoul, Sydkorea             | [ 42 ]           |
| Syvkamp                                                                                             | 12.69 (+0.5 m/s) (100 m hurdles), 1.86 m (high jump), 15.80 m (shot put), 22.56 (+1.6 m/s) (200 m) / 7.27 m (+0.7 m/s) (long jump), 45.66 m (javelin), 2:08.51 (800 m)                       | |                 |                      |                             |                             |                  |
| Tikamp                                                                                              | 8358 pts | Austra Skujytė | Litauen         | 14–15 April 2005     |                             | Columbia, USA               |                  |
| Tikamp                                                                                              | 12.49 (100 m), 46.19 m (discus), 3.10 m (pole vault), 48.78 m (javelin), 57.19 (400 m) / 14.22 (100 m hurdles), 6.12 m (long jump), 16.42 m (shot put), 1.78 m (high jump), 5:15.86 (1500 m) | |                 |                      |                             |                             |                  |
| 10.000 m kapgang (bane)                                                                             | 41:56.23 | Nadezhda Ryashkina | Sovjetunionen   | 24 July 1990         |                             | Seattle, United States      |                  |
| 10.000 m kapgang (bane)                                                                             | 41:37.9 # | Gao Hongmiao | Kina            | 7 April 1994         |                             | Beijing, Kina               |                  |
| 10 km kapgang (landevejsløb)                                                                        | 41:04 # | Yelena Nikolayeva | Rusland         | 20 April 1996        |                             | Sotji, Rusland              | [ 43 ]           |
| 20.000 m kapgang (bane)                                                                             | 1:26:52.3 | Olimpiada Ivanova | Rusland         | 6 September 2001     |                             | Brisbane, Australien        | [ 44 ]           |
| 20 km kapgang (landevejsløb)                                                                        | 1:24:38 | Liu Hong | China           | 6 June 2015          | Gran Premio Cantones        | A Coruña, Spain             | [ 45 ]           |
| 50 km kapgang (landevejsløb)                                                                        | 4:08:26 | Inês Henriques | Portugal        | 15 January 2017      | Portuguese Championships    | Porto de Mós, Portugal      | [ 46 ]           |
| 4×100 m stafet                                                                                      | 40.82 | Tianna Madison Allyson Felix Bianca Knight Carmelita Jeter                                                                                     | USA             | 10 August 2012       | Olympic Games               | London, United Kingdom      | Video på YouTube |
| 4×200 m stafet                                                                                      | 1:27.46 | LaTasha Jenkins, LaTasha Colander-Richardson, Nanceen Perry, Marion Jones                                                                      | USA             | 29 April 2000        | Penn Relays                 | Philadelphia, United States |                  |
| 4×400 m stafet                                                                                      | 3:15.17 | Tatyana Ledovskaya, Olga Nazarova, Mariya Pinigina, Olga Bryzgina                                                                              | Sovjetunionen   | 1 October 1988       | Olympic Games               | Seoul, South Korea          |                  |
| 4×800 m stafet                                                                                      | 7:50.17 | Nadezhda Olizarenko, Lyubov Gurina, Lyudmila Borisova, Irina Podyalovskaya                                                                     | Sovjetunionen   | 5 August 1984        |                             | Moskva, Sovjetunionen       |                  |
| Distance medley stafet                                                                              | 10:36.50 | Treniere Moser 3:18.38 (1200 m) Sanya Richards-Ross 50.12 (400 m) Ajee' Wilson 2:00.08 (800 m) Shannon Rowbury 4:27.92 (1600 m)                | United States   | 2 May 2015           | IAAF World Relays           | Nassau, Bahamas             | [ 48 ]           |
| 4×1500 m stafet                                                                                     | 16:33.58 | Mercy Cherono Faith Chepngetich Kipyegon Irene Jelagat Hellen Onsando Obiri                                                                    | Kenya           | 24 May 2014          | IAAF World Relays           | Nassau, Bahamas             | Video på YouTube |
| Ekiden stafet                                                                                       | 2:11:41 | Jiang Bo 15:42 (5 km) Dong Yanmei 31:36 (10 km) Zhao Fengdi 15:16 (5 km) Ma Zaijie 31:01 (10 km) Lan Lixin 15:50 (5 km) Li Na 22:16 (7.195 km) | Kina            | 28 February 1998     |                             | Beijing, China              |                  |